# Murders in the Zoo
Murders in the Zoo est un film américain réalisé par A. Edward Sutherland, sorti en 1933.

## Synopsis
Eric Gorman est chasseur de gros gibier ainsi qu'un riche zoologiste en plus d'être un mari très jaloux, qui utilise son savoir animalier pour se débarrasser des amants de sa femme impulsive. Dans une jungle indienne, Gorman utilise une aiguille et du fil pour coudre la bouche d'un homme après avoir découvert qu'il avait embrassé sa femme et l'abandonne à des bêtes sauvages. Plus tard, Gorman fait semblant d'être surpris d'apprendre que l'homme a été dévoré par des tigres. Gorman et sa femme Evelyn retournent ensuite en Amérique du Nord à bord d'un navire rempli d'animaux capturés qu'il compte ajouter à sa collection dans un grand zoo. Sur le bateau, Evelyn a une relation avec Roger Hewitt qu'elle tente de cacher à son époux mais celui-ci la découvre. Une fois de retour aux États-Unis, il commence à élaborer un plan pour tuer Hewitt. Le zoo commence à avoir des problèmes financiers et le nouvel attaché de presse, Peter Yates, un homme terrifié par la plupart des animaux du zoo et considéré comme un alcoolique, suggère d'organiser un dîner de collecte de fonds pour les riches afin de réunir des fonds et de sensibiliser le public. La goutte d'eau est atteinte lorsque Gorman retrouve sa femme dans l'appartement de Hewitt.
Gorman invite Hewitt au dîner et l'empoisonne avec du venin de mamba qu'il a obtenu du médecin de laboratoire du zoo, Jack Woodford. Evelyn accuse son mari d'avoir assassiné Hewitt mais Gorman l'attaque avant qu'elle ne réussisse à s'échapper dans son bureau où elle trouve une tête de mamba mécanique imbibée de véritable poison. Elle sait maintenant avec certitude qu'il a tué Hewitt et prend la tête de serpent dans l'intention de le dire au Dr Woodford. Gorman retrouve sa femme et la jette aux alligators, où elle est déchiquetée. Le lendemain matin, le zoo est fermé et les gardiens recherchent le mamba venimeux manquant. Cependant, un groupe d'enfants se faufile dans le zoo et découvre les restes en lambeaux de la robe d'Evelyn. Le Dr Woodford accuse Gorman du meurtre de sa femme et de Rodger Hewitt. Gorman attaque Woodford avec la tête de serpent mécanique, tout comme il l'avait fait avec Hewitt. Jerry, l'assistante du médecin, administre à Woodford une injection de l'antitoxine qu'il a créée à temps pour lui sauver la vie. Elle se rend également compte que Gorman est responsable de l'apparente attaque de mamba lorsqu'il tente de l'arrêter et déclenche les alarmes du zoo. Une poursuite policière s'engage alors que Gorman est poursuivi à travers le zoo et qu'il libère les grands félins dans l'espoir de repousser la police mais cela se retourne contre lui. Un groupe de félins prend en chasse Gorman et le force à entrer dans la cage d'un boa constrictor, qui le tue et le dévore lentement.
Dans l'épilogue, Jerry rend visite à un Dr Woodford en convalescence à l'hôpital. Pendant ce temps, le stress a fait perdre la tête à Yates, que l'on voit déambuler sans crainte dans le zoo, allant jusqu'à frapper sur le nez d'un lion encore libre qui le traquait. Le lion s'en va et Yates, complétement ivre, continue à chanter une chanson.

## Fiche technique
- Titre : Murders in the Zoo
- Réalisateur : A. Edward Sutherland
- Scénario : Philip Wylie, Seton I. Miller, Milton Herbert Gropper
- Musique : Rudolph G. Kopp, John Leipold
- Directeur de la photographie : Ernest Haller
- Producteur : E. Lloyd Sheldon
- Société de production : Paramount Pictures
- Durée : 62 minutes
- Film en noir et blanc
- Genre : Film policier, Film d'horreur
- Dates de sortie :
  - États-Unis : 1er mars 1933
  - Suède : Mai 1933
  - Espagne : 29 janvier 1934
- Affiche : René Péron, Roland Coudon (Le Serpent mamba, France)

## Distribution
- Charles Ruggles : Peter Yates
- Lionel Atwill : Eric Gorman
- Gail Patrick : Jerry Evans
- Randolph Scott : Dr Jack Woodford
- John Lodge : Roger Hewitt
- Kathleen Burke : Evelyn Gorman
- Harry Beresford : Professeur G.A. Evans
- Edward Pawley : Bob Taylor